# Плучик, Эдуард Лиокумович
Эдуард Лиокумович Плучик (27 ноября 1936, Минск, Белорусская ССР, СССР — 30 января 2019, Нью-Йорк, США) — украинский советский кинооператор, педагог. Заслуженный деятель искусств Украинской ССР (1977).

## Биография
В 1966 году окончил ВГИК (мастерская А. Д. Головни).
С 1959 года — ассистент оператора, затем — оператор-постановщик Киевской киностудии им. А. Довженко.
Снимал игровые и научно-популярные фильмы.
Член Национального союза кинематографистов Украины.
С 1970 года — педагог Киевского театрального института им. И. К. Карпенко-Карого.
В 1992 году выехал в США, где и умер.

## Избранная фильмография
- 1964 — Сон (второй оператор)
- 1965 — Гадюка (второй оператор)
- 1967 — «Две смерти» (короткометражный),
- 1968 — «Карантин»,
- 1969 — «Остров Волчий»,
- 1970 — «Хлеб и соль»,
- 1972 — «Длинная дорога в короткий день»,
- 1973—1976 — «Дума о Ковпаке»,
- 1980 — «От Буга до Вислы»
- 1982 — «Если враг не сдаётся…»,
- 1985 — «Мы обвиняем»,
- 1986 — «И в звуках память отзовётся»,
- 1990 — «Война на западном направлении»,
- 1992 — «Ну, ты и ведьма».